# Toro Pujio
Toro Pujio é uma comuna da província de Córdoba, na Argentina.